# ووشي
ووشي (بالصينية:无锡 ; 無錫 ; Wúxí) هي مدينة قديمة في مقاطعة جيانغسو مدينة ووشي، ويشار إليها باسم شي، كانت تعرف في العصور القديمة باسم ليانغشي وجينغوي، وتقع في جنوب مقاطعة جيانغسو، في دلتا نهر اليانغتسى في جنوب نهر اليانغتسى وعلى شاطئ بحيرة تايهو. الولاية القضائية على مدينة Jiangyin ومدينة Yixing. يحد Wuxi مدينة Suzhou من الشرق، على بعد 128.2 كيلومترًا من شنغهاي؛ ويحدها نهر اليانغتسى من الشمال، عبر النهر من مدينة Jingjiang تحت ولاية مدينة Taizhou؛ ويحدها بحيرة Taihu من الجنوب، ويحدها مقاطعة Zhejiang؛ ويحدها مدينة Changzhou إلى الغرب، على بعد 183 كيلومترا من نانجينغ. تُعرف ووشي باسم "لؤلؤة بحيرة تايهو" وهي واحدة من المدن الأساسية في دلتا نهر اليانغتسى ومنطقة سوتشو-وشي-تشانغتشو الحضرية. تقع حكومة البلدية في رقم 1 طريق جينجوي، مدينة تايهو الجديدة.

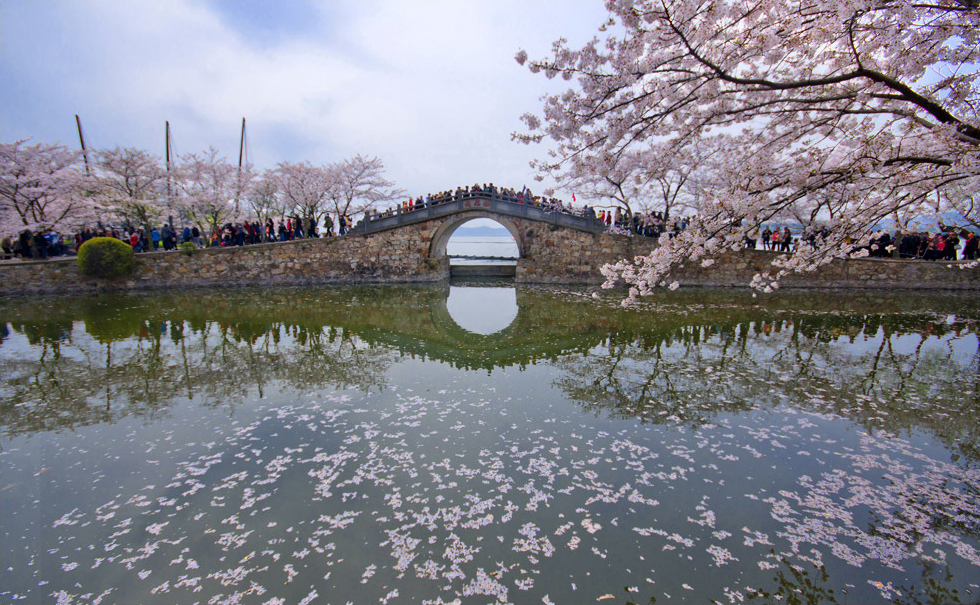
بحيرة تايهو

ووشى هي مسقط رأس حضارة جيانغنان ومسقط رأس ثقافة وو، ويمكن إرجاع تاريخها المسجل إلى أواخر عهد أسرة شانغ. في عام 1981، أدرج مجلس الدولة ووشي كواحدة من 15 مدينة مركزية اقتصادية في البلاد، وكانت أيضًا واحدة من أول 13 مدينة كبرى وافق عليها مجلس الدولة وتتمتع بالسلطة التشريعية المحلية، وفي الوقت نفسه، تعد ووشي أيضًا مدينة مدينة تاريخية وثقافية مشهورة في جمهورية الصين الشعبية، وفي عام 1998، تم تصنيفها كواحدة من الدفعة الأولى من المدن السياحية المتميزة من قبل إدارة السياحة الوطنية. في مارس 1983، تم تنفيذ نظام المقاطعة الذي تحكمه المدينة، وتم وضع مقاطعة ووشي ومقاطعة جيانغين، اللتين كانتا في الأصل في منطقة سوتشو، ومقاطعة ييشينغ، التي كانت في الأصل في منطقة تشنجيانغ، تحت ولاية مدينة ووشى، مما أدى إلى إنشاء هيكل مدينة وشى كجسد واحد وجناحين. تعد ووشي حاليًا إحدى المدن المركزية في منطقة شنغهاي الحضرية ومنطقة سوتشو-وشي-تشانغتشو الحضرية، وهي أيضًا مهد الصناعة الوطنية في الصين وصناعة البلدات، ومسقط رأس نموذج جيانغسو الجنوبي، وموقع مدينة ووشى. مركز الدعم اللوجستي المشترك التابع لقوة الدعم اللوجستي المشتركة.
تعتبر ووشي مدينة سياحية ذات مناظر خلابة مهمة في البلاد ومدينة تاريخية وثقافية وطنية، ويوجد داخل المدينة بحيرة تايهو يوانتوزو، وبوذا لينغشان العملاق، وخليج نيانهوا، وقاعدة ووشي الصينية للسينما والتلفزيون، وحديقة ليهو، ومعبد تشونغآن. ومدينة هويشان القديمة ومنطقة شيهوي ذات المناظر الطبيعية الخلابة وغيرها من المواقع السياحية. يُعرف Wuxi باسم رصيف القماش ورصيف المال ورصيف الفرن ورأس المال الحريري وسوق الأرز. حاليًا، تمتلك ووشي صناعات بارزة مثل إنترنت الأشياء، والدوائر المتكاملة، والطب الحيوي؛ بالإضافة إلى ذلك، تتمتع ووشي بوسائل نقل مريحة، مع مرور طريق بكين-شانغهاي السريع، والسكك الحديدية الحضرية بين شانغهاي ونانجينغ، والسكك الحديدية عالية السرعة بين بكين وشانغهاي. اعتبارًا من عام 2024، سيعمل مترو Wuxi، نظام النقل بالسكك الحديدية الحضرية، بمسافة 145 كيلومترًا، ويوجد مطار سونان شوفانغ الدولي من الدرجة 4E في جنوب شرق المدينة. ومع تحقيق إنجازات التنمية الاقتصادية، فإن ووشي تصاحبها أيضًا القوة الناعمة الثقافية، وقد ظهر من ووشي العديد من المشاهير، مثل غو كايزي، وني يونلين، وتشيان مو، وتشيان تشونغشو، وما إلى ذلك، بالإضافة إلى المشاهير القدماء والحديثين المتمثلين في حديقة جيتشانغ. ، Liyuan، Yuantouzhu، إلخ. يتم تناقل الحدائق الشهيرة من جيل إلى جيل.

## الاسم
هناك العديد من النظريات حول أصل اسم "ووشي"، وجهة النظر الأكثر انتشارًا في الوقت الحاضر تأتي من "سجلات دول أسرة تشو الشرقية" لفنغ مينغلونغ: في نهاية فترة الممالك المتحاربة، وانغ جيان، هاجم جنرال الملك Yingzheng ملك تشين Chu، وبعد كسر Lanling، قاد جيشه إلى التمركز في Xishan، Wuxi. قام جندي بدفن وعاء لصنع الأرز وحصل على لوح حجري مكتوب عليه رسالة: "مع جنود القصدير، سيقاتل العالم من أجل ذلك. ووشي مدينة مسالمة والعالم سيكون واضحًا." في السابق، كانت شيشان في ووشي غنية بمناجم القصدير و كانت ساحة معركة للاستراتيجيين العسكريين، ثم قال وانغ جيان إنه بعد رؤية هذا النصب التذكاري، سينعم العالم بالسلام. بهذه الطريقة ولد اسم المكان "ووشي"، ومنذ ذلك الحين، كانت هناك العديد من الأخطاء المبنية على هذا في السجلات المحلية لمدينة ووشي.
وفقا للأبحاث الصوتية التي أجراها اللغويون في السنوات الأخيرة، فإن اسم مكان ووشي قد يأتي من اسم شعب يوي القديم. "Wuxi"، مثل Gusu وYuhang وFujiao وأسماء الأماكن الأخرى في منطقتي Jiangsu وZhejiang، كلها أسماء أماكن متجانسة. "Wu" هي كلمة نطق في لغة Yue القديمة وليس لها معنى فعلي، وقد فقد المعنى الأصلي لـ "Xi" في لغة Yue القديمة لفترة طويلة ولا يمكن التحقق منه. ومع ذلك، وفقًا لبحث أجراه اللغوي تشنغ تشانغ شانغ فانغ، فإن "وو" هي بادئة شرفية في لهجة وو القديمة، و"ووشي" تعني إله الجبل المحترم في شيشان. وأوضح Zheng Zhang Shangfang أيضًا معاني وو القديمة لأسماء الأماكن مثل "Gusu، Yuhang، Fujiao، Xuyi".

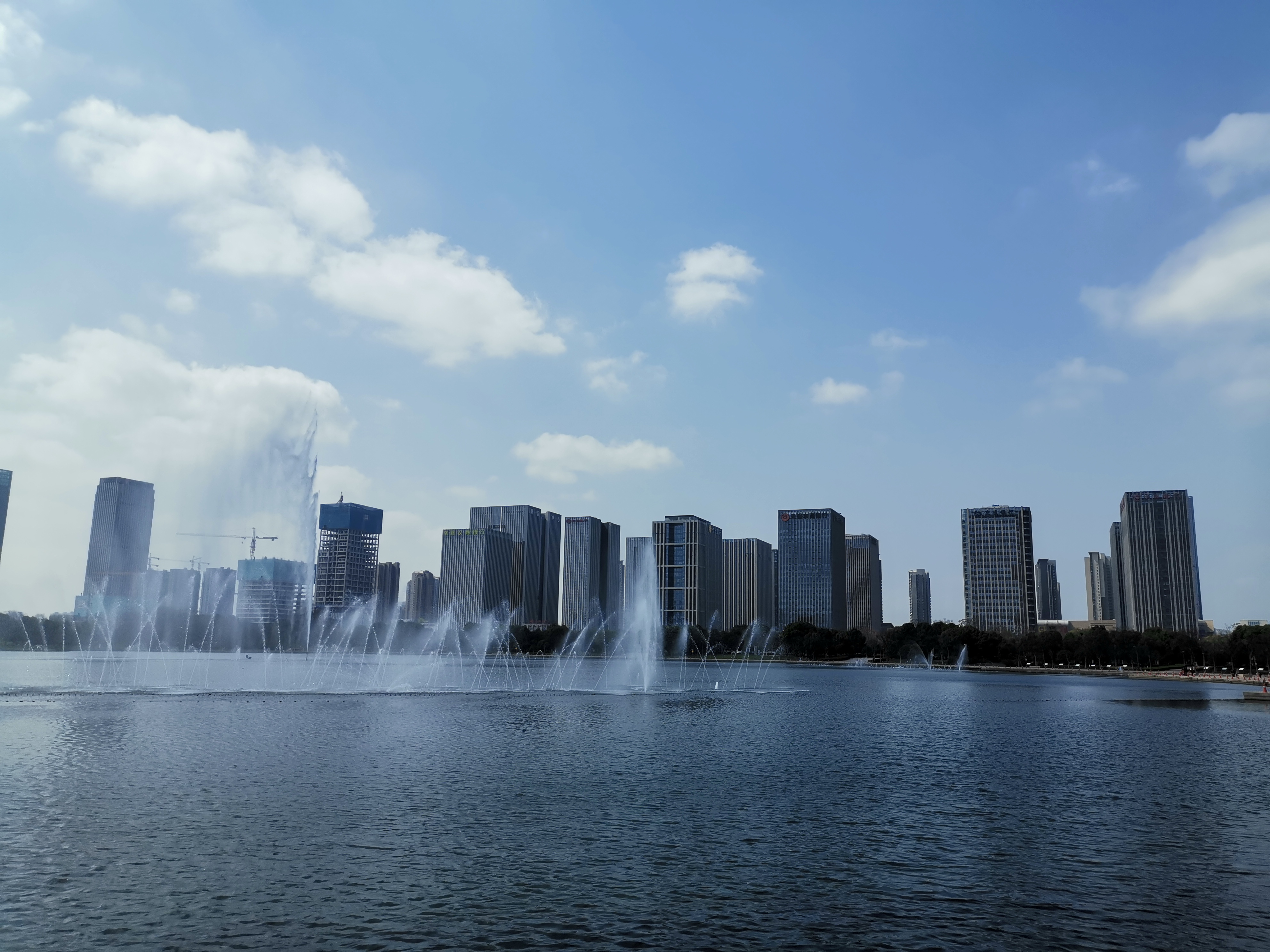
الشارع المالي

يُظهر البحث الذي أجراه تشنغ ده تشي، الأمين العام السابق لجمعية سوتشو للفولكلور، أن الجد الصيني فوكسي ربما نشأ من هواشان القديمة في ووشي (الآن هويشان، ووشي). وبناء على ذلك، يتوقع بعض العلماء أن "ووشي" الترجمة الصوتية القديمة لـ "Fuxi" ؛ يعتقد بعض العلماء أن ميلي، عاصمة تايبو بعد وصولها إلى مملكة وو، كانت تسمى "وو شو" في العصور القديمة، وجاءت ووشي من مجانسة "وو شو". ومع ذلك، في العصور القديمة والعصور الوسطى، "Xi" و"Xu" كلاهما أصوات أسنان وحلقية من سلسلة K، في حين أن "Xi" هي من سلسلة أسنان أمامية S. إنهما بعيدان عن بعضهما ولديهما اختلافات مريحة. ومن غير المرجح أن تكون متناغمة مع "Xi" أو "Xi".
بالإضافة إلى ذلك، كانت ووشي تسمى أيضًا "ليانغشي" في العصور القديمة، نسبة إلى نهر ليانغشي. يقع نهر ليانغشي في جنوب غرب ووشي، وهو نظام مائي مهم يربط القناة القديمة وبحيرة تايهو، وقد افتتحه ليانغ هونغ، وهو عالم مشهور من أسرة هان الشرقية، بعد أن اتجه جنوبا. Liang Hong هو بطل رواية "رفع قضية لإثارة الدهشة".

## تاريخ

### أسرة تشو

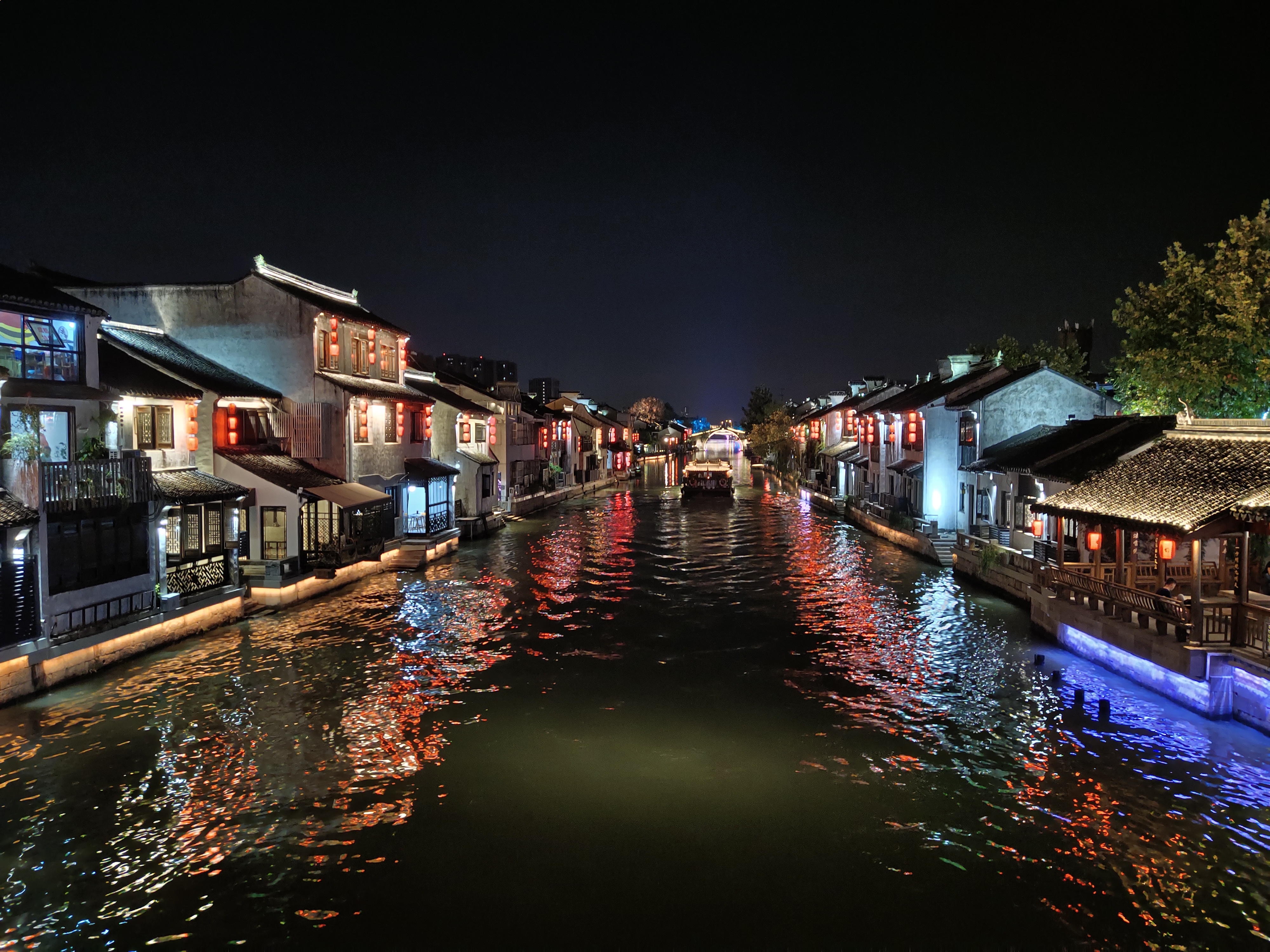
QINGMINGQIAO

تعد ووشي واحدة من أماكن ميلاد الحضارة في جنوب نهر اليانغتسى، حيث عاش أسلافها هناك منذ ستة أو سبعة آلاف عام. يمكن إرجاع التاريخ المكتوب إلى أواخر عهد أسرة شانغ منذ أكثر من 3000 عام. في نهاية القرن الحادي عشر قبل الميلاد، أفسح تايبو، الابن الأكبر للملك تايبو من أسرة تشو، الطريق لأخيه الثالث جي لي، ومع شقيقه الثاني تشونغ يونغ، ركضوا جنوبًا من تشيشان في شنشي إلى ميلي (الآن ميكون ، وشى)، قاموا ببناء مدينة وأنشأوا دولة، وأطلقوا على أنفسهم اسم وو. بعد أن دمرت أسرة تشو أسرة شانغ، لأن تايبو لم يكن لديها أطفال، عين الملك وو من أسرة تشو حفيد تشونغ يونغ الخامس تشو تشانغ ملكًا لوو وأسس مملكة وو. في السنة الثالثة من حكم الملك تشو يوان (473 قبل الميلاد)، دمرت يو مدينة وو وكانت ووشى تابعة لمملكة يو. في السنة الخامسة والثلاثين للملك شيان من أسرة تشو (334 قبل الميلاد)، دمر تشو يو، وكانت ووشى تابعة لولاية تشو. في السنة الرابعة والعشرين من أسرة تشين (223 قبل الميلاد)، دمر تشين تشو وأنشأ مقاطعة كويجي، التي تنتمي إليها ووشي. في السنة الخامسة من حكم الإمبراطور قاوزو من أسرة هان (202 قبل الميلاد)، تأسست مقاطعة ووشي لأول مرة وكانت تابعة لمقاطعة كويجي. في السنة الأولى لتأسيس جمهورية الصين الشعبية (9 م)، أعيدت تسميتها إلى مقاطعة يوشي، وأعيدت إلى مقاطعة ووشي في أوائل عهد أسرة هان الشرقية. خلال فترة الممالك الثلاث، تم تقسيم غرب مقاطعة ووشي إلى مناطق زراعية وتم إنشاء قائد المدرسة الزراعية بيلينجيان. في السنة الأولى من حكم تايكانغ في عهد أسرة جين الغربية (281)، أعيدت مقاطعة ووشي إلى مقاطعة بيلينغ. تبعت سلالات سوي وتانغ وسونغ بعضها البعض. في السنة الأولى من حكم Yuanzhen (1295)، تمت ترقية Wuxi إلى ولاية، وكانت تابعة لطريق Changzhou بمقاطعة Xingzhongshu بمقاطعة Zhejiang. في السنة الأولى لهونغوو في عهد أسرة مينغ (1368)، تم تقليص المحافظة إلى مقاطعة تابعة لمحافظة تشانغتشو بمقاطعة تشونغشو. في السنة الثانية من حكم يونغ تشنغ في أسرة تشينغ (1724)، تم تقسيم ووشي إلى مقاطعتين، ووشى وجينغوي، اللتين كانتا تحكمهما نفس المدينة وكلاهما ينتميان إلى ولاية تشانغتشو. في السنة الثالثة من حكم شوانتونغ (1911)، تمت استعادة ووشي، وتم إنشاء فرع سيكيم العسكري والحكومي في مقاطعة جينكوي السابقة، مع ولاية قضائية على مقاطعتي ووشي وجينكوي الأصليتين. تم إلغاء الفرع الحكومي. في السنة الأولى لجمهورية الصين (1912)، تم دمج مقاطعتي شي وجين وأعيدت تسميتهما إلى مقاطعة ووشي، التابعة لسو تشانغداو. في العام السادس عشر لجمهورية الصين (1927)، كانت مقاطعة ووشي تخضع مباشرة لولاية مقاطعة جيانغسو. من 23 إلى 26 عامًا لجمهورية الصين، كان مقرًا لمكتب مفوض منطقة الإشراف الإداري في ووشي. بعد اندلاع الحرب ضد اليابان، تم إنشاء الأنظمة الديمقراطية المناهضة لليابان في شيبي، وزيدونغ، وتايهو، وونان، وتشينغشي تحت قيادة الحزب الشيوعي الصيني على التوالي في بلدات ووشي الأربع.

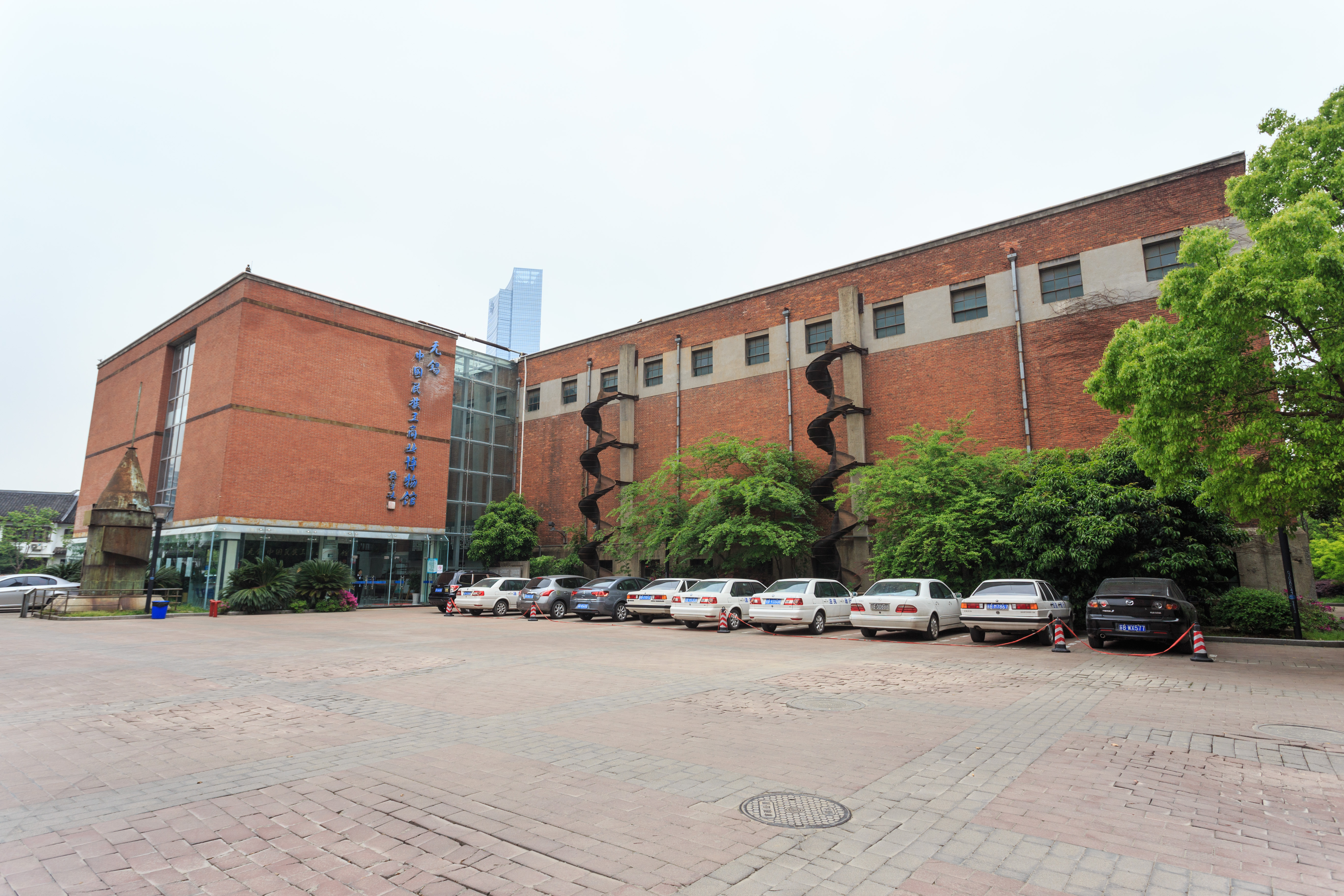
الآثار الصناعية

تم تحرير ووشي في 23 أبريل 1949. تم تقسيم ووشي إلى مدينة ووشي ومقاطعة ووشي، وكانت المدينة والمحافظة في نفس المدينة، وكانت مدينة ووشي تابعة للمكتب الإداري لشعب جيانغسو الجنوبي. تأسست مقاطعة جيانغسو في عام 1953، وكانت مدينة ووشي بلدية تابعة لولاية المقاطعة؛ وغيرت مقاطعة ووشي نطاق اختصاصها عدة مرات وكانت ذات يوم تابعة لولاية تشانغتشو ومدينة ووشى وولاية سوتشو. شكلت منطقة ووشي الحضرية بشكل أساسي هيكلًا من أربع مناطق في يونيو 1958، وهي مناطق تشونغآن ونانتشانغ وبيتانغ والضواحي. في مارس 1983، تم تنفيذ نظام المقاطعة الذي تحكمه المدينة، وتم وضع مقاطعة ووشي ومقاطعة جيانغين، اللتين كانتا في الأصل في منطقة سوتشو، ومقاطعة ييشينغ، التي كانت في الأصل في منطقة تشنجيانغ، تحت ولاية مدينة ووشى. في عام 1988، تم إنشاء منطقة ماشان في مدينة ماشان، بما في ذلك منطقة ماوي. بعد أن استأنف مجلس الدولة أعمال إزالة المقاطعات وإنشاء المدن، قامت مقاطعة جيانغين ومقاطعة ييشينغ ومقاطعة ووشى بإزالة المقاطعات وإنشاء المدن على التوالي في أبريل 1987 ومارس 1988 ويونيو 1995، وأنشأت مدينة جيانغين ومدينة ييشينغ وشيشان مدينة. في مارس 1995، تم تعديل التقسيمات الإدارية لمدينة ووشي ومقاطعة ووشي جزئيًا لتشكيل منطقة ووشي الجديدة. تتم إدارة بلدة Wangzhuang في الضواحي، وبلدة Shuofang في مقاطعة Wuxi و19 قرية إدارية في مدن Fangqian وXin'an وMeicun، جنبًا إلى جنب مع منطقة Wuxi الوطنية للتنمية الصناعية عالية التقنية ومجمع Wuxi Singapore الصناعي، من قبل منطقة Wuxi الجديدة. في ديسمبر 2000، تم إلغاء مدينة شيشان، وتم إنشاء منطقة شيشان ومنطقة هويشان، وتم إلغاء منطقة ماشان، وتم دمج المنطقة الإدارية لمنطقة ماشان وبعض البلدات (9 بلدات) من مدينة شيشان في الضواحي، وتم دمج منطقة شيشان الإدارية في الضواحي. تم تغيير اسم الضواحي إلى منطقة بينهو. في ديسمبر 2001، تم وضع مدينة Guangyi في منطقة Binhu ضمن منطقة Chong'an، وتم وضع مدينة Yangming ضمن منطقة Nanchang، وتم وضع مدينة Huangxiang ومدينة Shanbei ضمن منطقة Beitang. في أكتوبر 2015، تم إلغاء منطقة Chong'an ومنطقة Nanchang ومنطقة Beitang وتم دمج منطقة Liangxi لإنشاء منطقة Liangxi؛ وتم تحليل شارع Hongshan في منطقة Xishan وJiangxi وWangzhuang وShuofang وMeicun وXin'an في منطقة Binhu. تم إنشاء شارع منطقة Xinwu.

## عمل

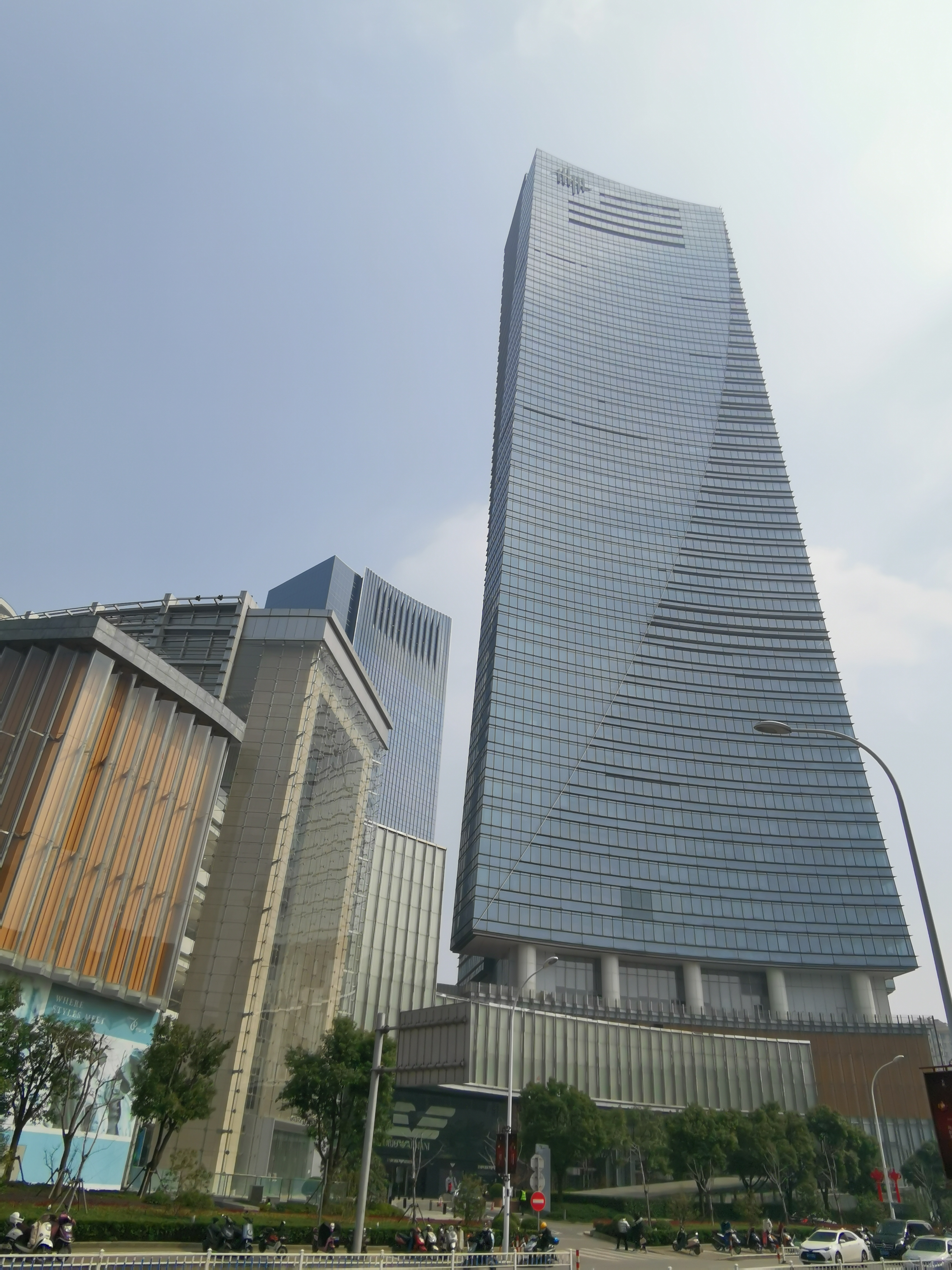
WUXI Center 66

وباعتبارها مركزًا تجاريًا مهمًا في شرق الصين، فقد اشتهرت دائمًا بموقعها الجغرافي الفريد وخلفيتها التاريخية. تتمتع التنمية التجارية في ووشي بتاريخ طويل ومزدهر، وقد لعبت دورًا حيويًا في التنمية الاقتصادية والاجتماعية المحلية.
يمكن إرجاع التطور التجاري الأقدم في ووشي إلى فترة الربيع والخريف وفترة الممالك المتحاربة، عندما تم تنفيذ الأنشطة التجارية هنا بالفعل. مع تطور التاريخ، أصبحت ووشي تدريجيا مركزا للنقل ومركزا تجاريا في منطقة جيانغنان. تقع Wuxi على شاطئ بحيرة Taihu وتتميز بوسائل نقل مريحة. لقد كانت مركزًا لتوزيع الحرير والشاي والأرز وغيرها من السلع منذ العصور القديمة. اليوم، تطورت تجارة Wuxi إلى نظام اقتصادي متنوع تهيمن عليه صناعات الخدمات وصناعات التكنولوجيا الفائقة.
هناك العديد من الخصائص والمزايا لأعمال Wuxi. بادئ ذي بدء، موقعها الجغرافي متفوق، يقع في وسط دلتا نهر اليانغتسى، والنقل مريح، مما يفضي إلى تداول السلع. ثانيا، تتمتع ووشي بموارد طبيعية غنية وتراث ثقافي، مما يوفر ظروفا فريدة للتنمية التجارية. بالإضافة إلى ذلك، التزمت حكومة بلدية ووشي بتحسين بيئة الأعمال، وجذب العديد من المستثمرين ورجال الأعمال المحليين والأجانب للاستثمار وبدء الأعمال التجارية.

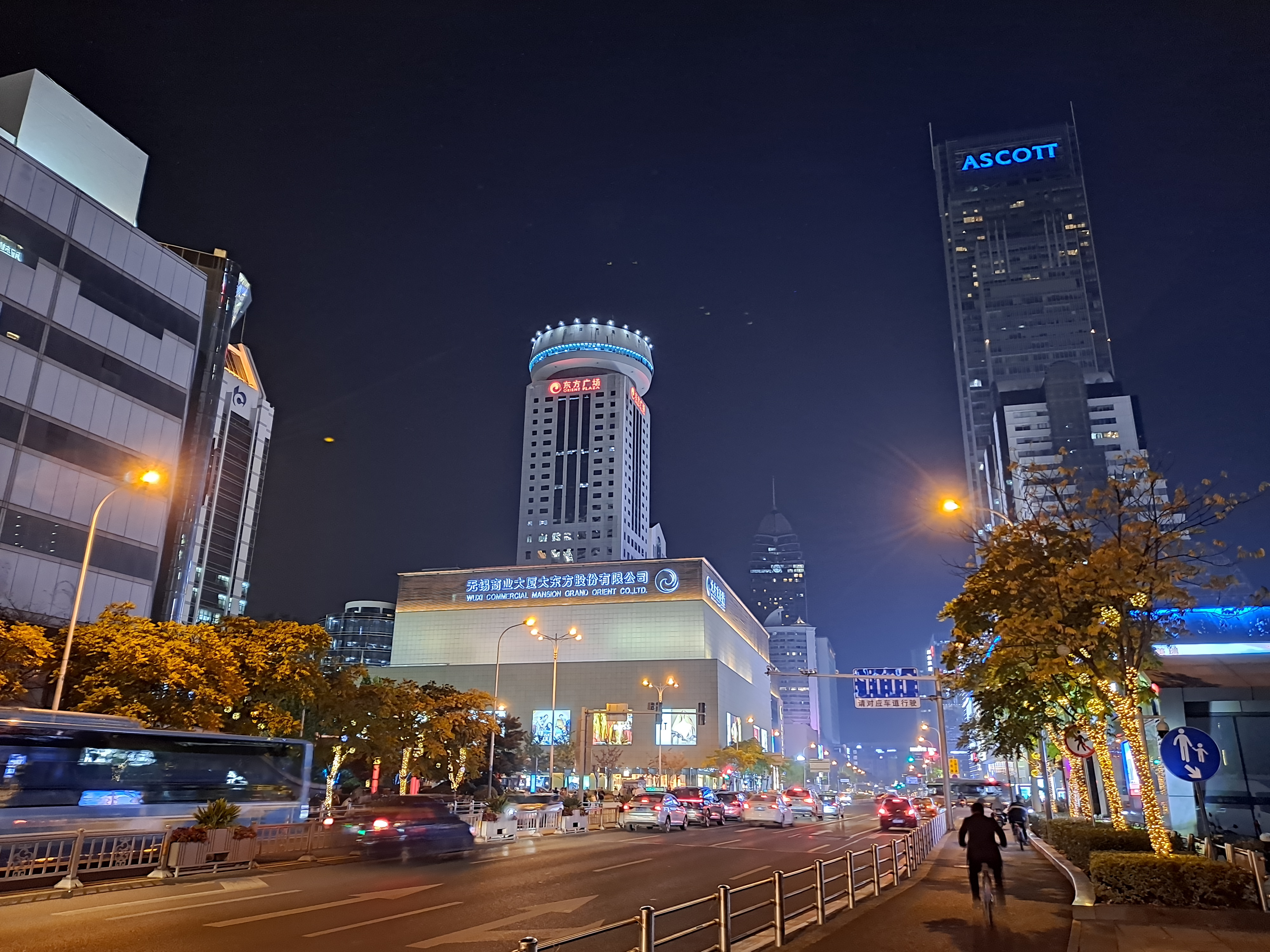
طريق تشونغشان الشرقي العظيم

أصبحت ووشي الآن مركزًا تجاريًا إقليميًا، حيث تضم تصنيعًا واسع النطاق ومجمعات صناعية كبيرة مخصصة للصناعات الجديدة. تاريخيًا، كانت المدينة مركزًا لتصنيع المنسوجات، وقد تبنت صناعات جديدة مثل تصنيع المحركات الكهربائية، وتطوير برمجيات MRP، وتصنيع الدراجات والفرامل، وتكنولوجيا الطاقة الشمسية، مع شركتين رئيسيتين للطاقة الكهروضوئية، Suntech Power[35] وJetion Holdings Ltd، ومقرهما في وشى. يقع مقر شركة Wuxi Pharma Tech، وهي شركة أدوية كبرى، في مدينة Wuxi. تتمتع المدينة بأفق سريع التطور مع افتتاح ثلاث ناطحات سحاب فائقة الارتفاع في عام 2014: Wuxi IFS (339 مترًا (1112 قدمًا)، Wuxi Suning Plaza 1 (328 مترًا (1076 قدمًا) ومدينة Wuxi Maoye - فندق ماريوت (303.8 مترًا (997 قدمًا)). قدم)

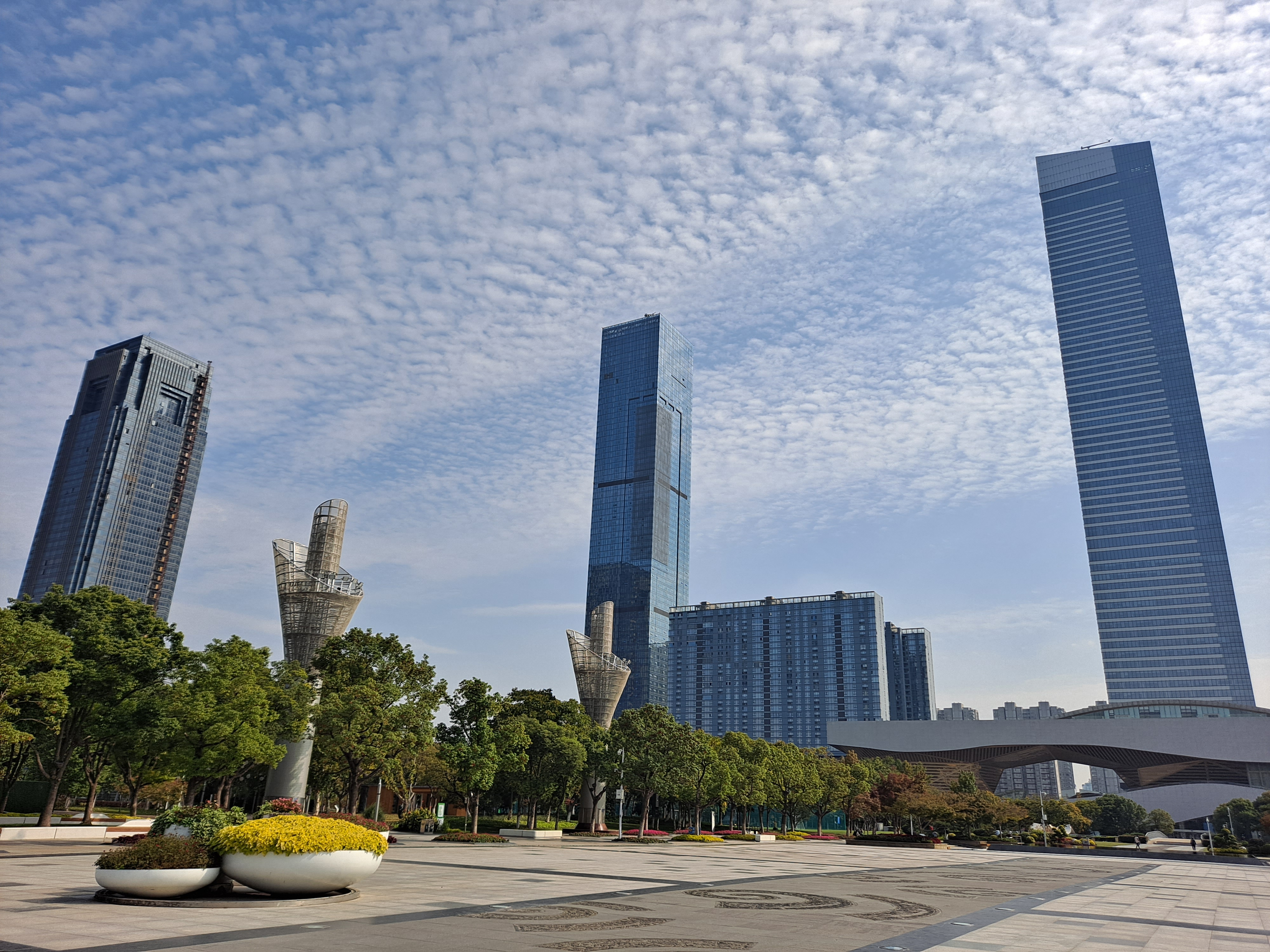
TAIHU PLAZA

تتركز منطقة Wuxi التجارية على طول طريق Zhongshan في منطقة Liangxi. على هذا الطريق، يجتمع متجر Maoye متعدد الأقسام، ومدينة Hongdou Wanhua، والمتجر الشرقي الكبير، وSuning Plaza، وCenter 66 Plaza، وYaohan، وParkson وغيرها من شركات البيع بالتجزئة التجارية الصينية والأجنبية. يعد معبد تشونغآن ومعبد نانشان وشارع نانتشانغ ثلاثة أسواق تجارية تقليدية. من بينها، كتلة معبد تشونغآن مشهورة مثل معبد الإله في مدينة شانغهاي، ومعبد كونفوشيوس نانجينغ، ومعبد سوتشو شوانمياو، والتي تتكون أيضًا من بازارات المعابد.

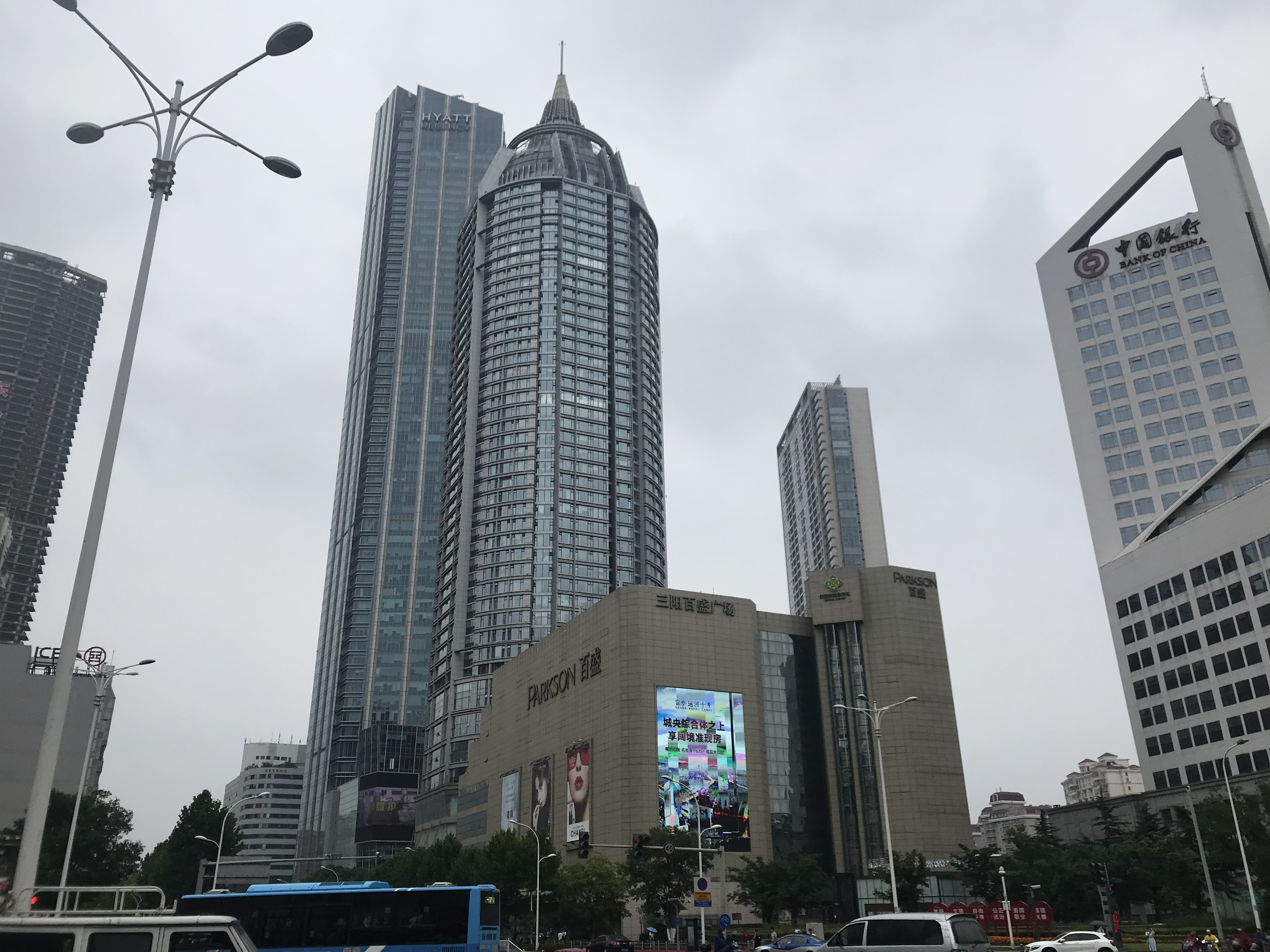
سانيانج بلازا

منذ إنشاء ياوهان، أول مشروع مشترك صيني أجنبي لتجارة التجزئة في مقاطعة جيانغسو في عام 1996، وإنشاء مترو، ثاني هايبر ماركت بتمويل أجنبي في الصين، في ووشي في عام 1997، أصبح تركيز تجارة التجزئة التجارية الممولة من الخارج في ووشي في المرتبة الثانية بعد شنغهاي في منطقة دلتا نهر اليانغتسى. واليوم، تشمل المنطقة Center 66، ومتجر Great Orient متعدد الأقسام، وWuxi Yaohan، وIKEA Gathering، ومركز Yaohan، وBailian Outlets، ومتجر Apple Direct Store، وMixc City، وCoastal City، ومتجر Maoye متعدد الأقسام، وعدد كبير من Wanda Plazas وRong Commercial مؤسسات قياس الأداء بالتجزئة. مثل Chuangmao وOutlets Chuanzhisha لا تزال تحافظ على تفردها في مقاطعة Jiangsu أو في منطقة دلتا نهر اليانغتسى، مما يجعل Wuxi واحدة من أهم مدن المركز التجاري في مقاطعة Jiangsu وحتى في منطقة دلتا نهر اليانغتسى.

## مرور
تقع محطة ووشي للسكك الحديدية على خط السكك الحديدية عالي السرعة بين شنغهاي ونانجينغ، وهو خط سكة حديد بطول 301 كيلومتر (187 ميل) تم افتتاحه في 1 يوليو 2010، ويربطه مباشرة مع عاصمة المقاطعة نانجينغ وشانغهاي وسوتشو.

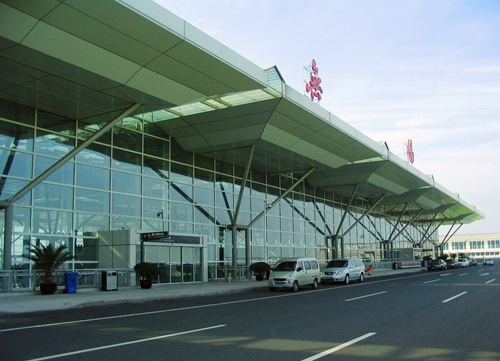
مطار وشى

مترو Wuxi هو نظام نقل سكك حديدية حضري يخدم مدينة Wuxi بمقاطعة Jiangsu في الصين. تم افتتاح خطها الأول، خط مترو ووشي 1، رسميًا للتشغيل في 1 يوليو 2014، مما جعل ووشي المنطقة الحضرية الثانية والعشرين في البر الرئيسي للصين. إنها المدينة الثالثة في مقاطعة جيانغسو التي تفتح النقل بالسكك الحديدية. اعتبارًا من يناير 2024، هناك 5 خطوط تشغيل لمترو ووشي، وهي خط مترو وشى 1، خط مترو وشى 2، خط مترو وشى 3 المرحلة الأولى، خط مترو وشى 4 المرحلة الأولى ، خط مترو Wuxi S1، كلها خطوط مترو أنفاق يبلغ طولها التشغيلي 145 كيلومترًا وإجمالي 97 محطة. اعتبارًا من يناير 2024، هناك 4 خطوط قيد الإنشاء في مترو Wuxi، وهي خط مترو Wuxi 4 المرحلة الثانية، مترو Wuxi الخط 5 المرحلة الأولى، وخط مترو ووشي 6 المرحلة الأولى، وخط مترو ووشي S2، بإجمالي حوالي 120 كم. في 21 يناير 2024، وصل تدفق الركاب اليومي لشبكة مترو أنفاق ووشي إلى مستوى قياسي بلغ 1.3 مليون مسافر. في 16 فبراير 2024، نقلت شبكة مترو أنفاق ووشي 1.4112 مليون مسافر، وهو رقم قياسي.

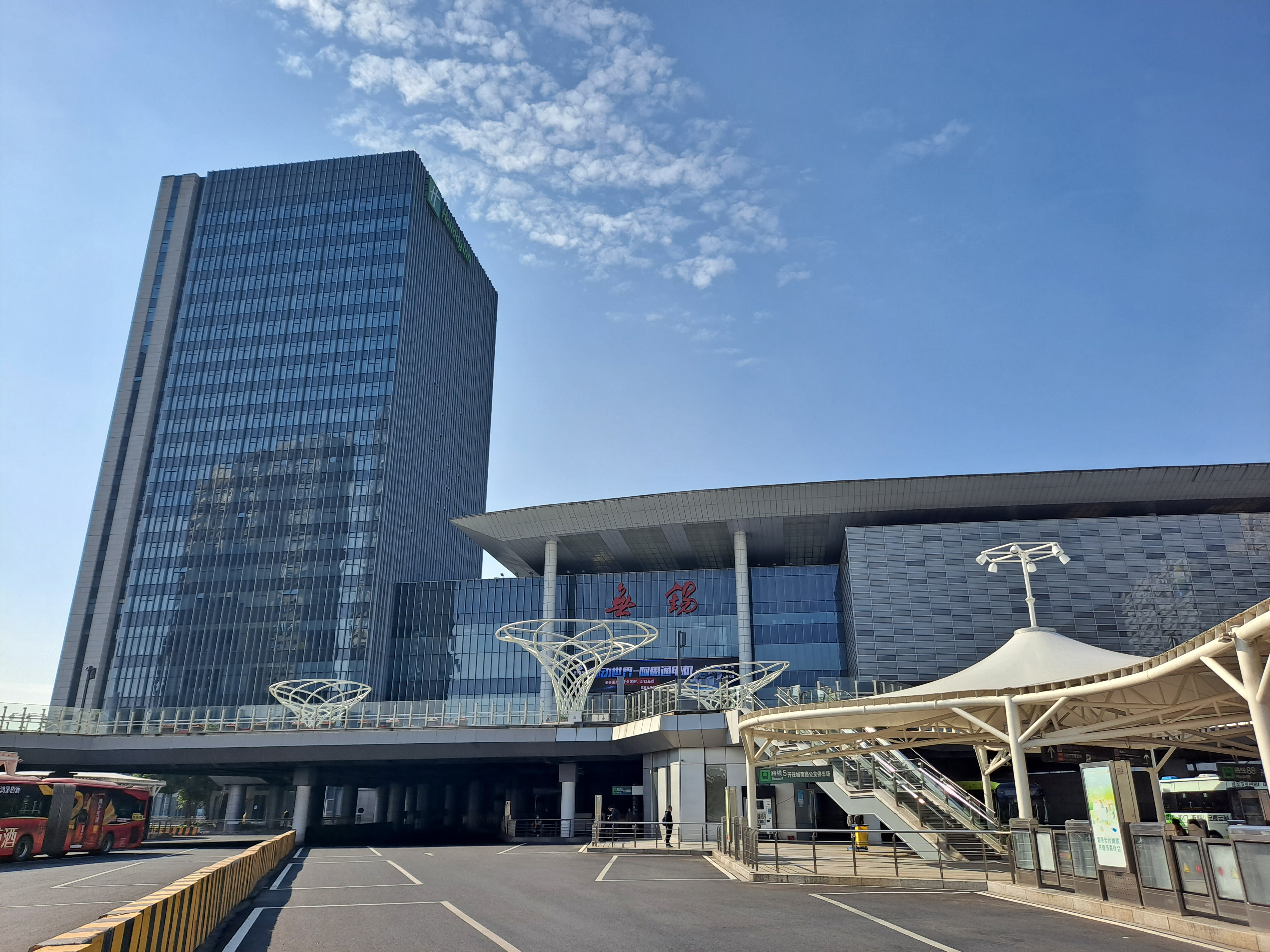
محطة ووشي

يشير النقل العام في Wuxi إلى نظام النقل العام على الطرق الحضرية الذي يخدم مدينة Wuxi، مقاطعة Jiangsu، الصين. تم افتتاح خطها الأول في عام 1927. اعتبارًا من عام 2020، تمتلك ووشي للنقل العام 297 خطًا للحافلات بطول 5760 كيلومترًا و3036 مركبة عاملة. وفي عام 2020، سيبلغ حجم الركاب السنوي لحافلات ووشي 191.18 مليون.
مطار سونان شوفانغ الدولي، الذي يقع على بعد 14 كيلومترًا (8.7 ميل) من وسط المدينة، تم افتتاحه في عام 2004، ولديه رحلات مباشرة إلى بكين وقوانغتشو وشنتشن وهونج كونج وتايبيه وسنغافورة وأوساكا.

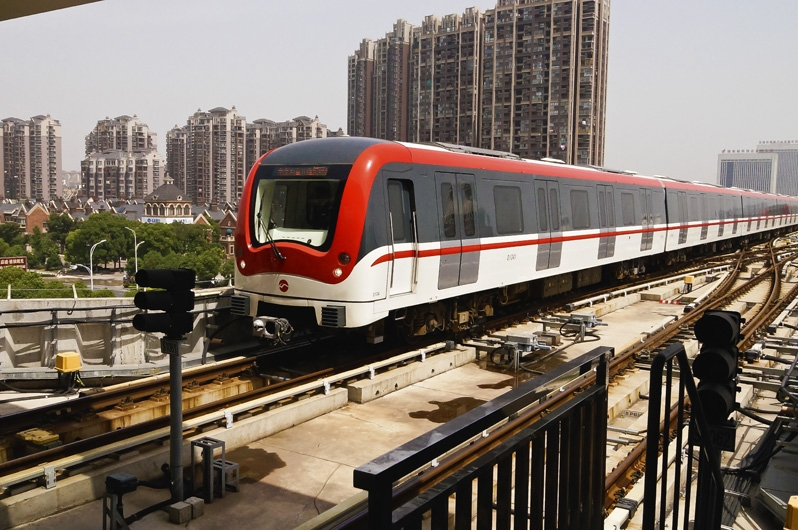
مترو وشى

تقع ووشي على طول طريق الصين الوطني السريع 312 الذي يربط شنغهاي بوسط وشمال غرب الصين. طريق شانغهاي-نانجينغ السريع (G42) الذي يبلغ طوله 274 كيلومترًا (170 ميلًا)، والذي تم افتتاحه في نوفمبر 1996، ويربطه بشانغهاي وسوتشو وتشانغتشو وتشنجيانغ ومدن أخرى في مقاطعة جيانغسو. يربط طريق Wuxi-Yixing السريع الذي يبلغ طوله 62.3 كيلومترًا (38.7 ميلًا) Wuxi مع Yixing داخل منطقة مستوى المحافظة الإقليمية.
يحتوي ميناء Wuxi jiangyin على 12 رصيفًا، موزعة بشكل رئيسي في منطقة ميناء Shenxia، وجميعها اجتازت القبول المفتوح للسفن الأجنبية، بمساحة إجمالية قدرها 1.5 مليون متر مربع، والتي يتم تشغيلها بواسطة فرع Dagang وفرع Dacheng على التوالي. تبلغ مساحة فرع داغانغ 710,000 متر مربع، ويحتوي على مستودعين كبيرين بمساحة 12,000 متر مربع لكل منهما، كل منهما مجهز برافعتين سعة 20 طنًا. هناك 10 أرصفة، ويحافظ الجزء الأمامي من الرصيف على عمق مياه يصل إلى -15 مترًا على مدار السنة. من بينها، هناك رصيفان عابران للمحيطات بسعة 50 ألف

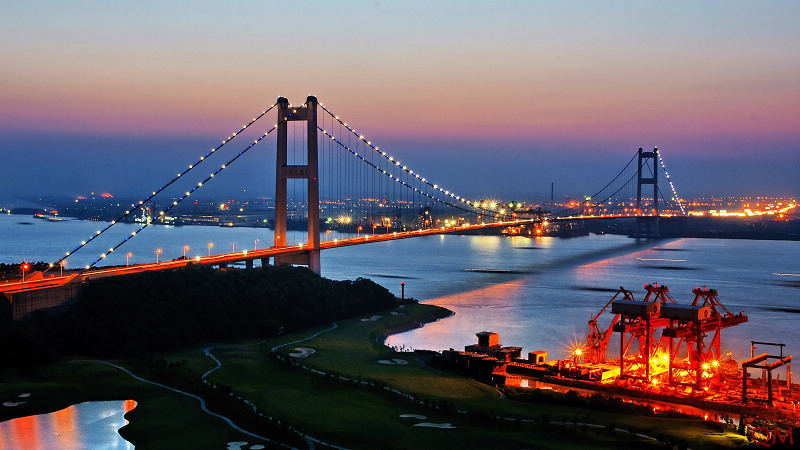
ميناء جيانغين

طن و100 ألف طن، ورصيف بحري واحد بسعة 2000 طن، مجهز بـ 9 رافعات جسرية بقدرة رفع 40 طنًا، والتي يمكنها إكمال حمولة السفن القادمة التي يقل وزنها عن 100 ألف طن. عمليات تفريغ ونقل الطن. كما توجد أيضًا أربعة أرصفة داخلية سعة 5000 طن بطول إجمالي يبلغ 536 مترًا، ومجهزة برافعات بوابة متعددة وأحزمة نقل تحميل لتكريك الموانئ. منطقة الميناء مجهزة بـ 7 موازين شاحنات سعة 120-150 طن ورافعتين جسريتين. تبلغ الطاقة التخزينية القصوى للمستودع 3 ملايين طن. وهي مسؤولة بشكل رئيسي عن تفريغ وتخزين ونقل خام المعادن والفحم وبعض البضائع العامة. من أجل تلبية احتياجات العملاء، لدى Dagang Branch أيضًا معدات غربلة وسحق الخام. بعد التكسير، يمكن نقلها مباشرة إلى الشاشة الاهتزازية للغربلة بواسطة الحزام الناقل. يمكن تعديل فتحة الغربال وفقًا لاحتياجات العملاء المختلفين، ويمكن أن يشكل الإنتاج والمعالجة خامًا مقطوعًا وخامًا ناعمًا، بإنتاج سنوي يبلغ 800,000-1 مليون طن. أطلق فرع Dagang أيضًا خطوطًا للشحن العام بثلاثة شروط من Jiangyin إلى الشرق الأوسط وتايلاند وكوريا الجنوبية. تم الانتهاء من فرع Dacheng وتشغيله في عام 2015.
يشير النقل العام في Wuxi إلى نظام النقل العام على الطرق الحضرية الذي يخدم مدينة Wuxi، مقاطعة Jiangsu، الصين. تم افتتاح خطها الأول في عام 1927. اعتبارًا من عام 2020، تمتلك ووشي للنقل العام 297 خطًا للحافلات بطول 5760 كيلومترًا و3036 مركبة عاملة. في عام 2020، سيبلغ حجم الركاب السنوي لوسائل النقل العام في ووشي 191.18 مليون راكب.

## تعليم

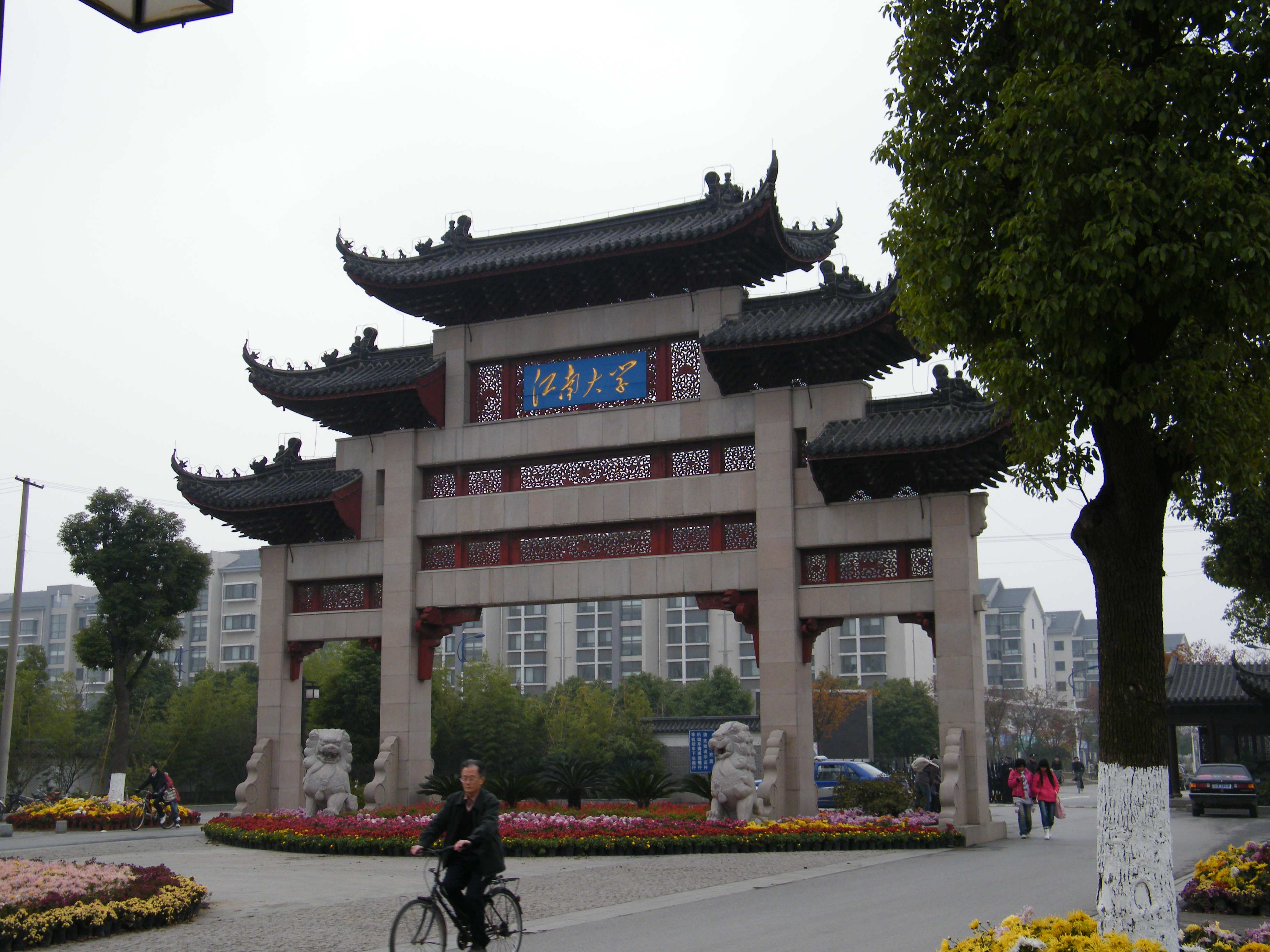
جامعة جيانغنان

جامعة جيانغنان: جامعة وطنية رئيسية في "المشروع 211" ومركز للبحث العلمي، تأسست في الأصل عام 1902 وأنشئت في عام 1958 باسم معهد ووشي للصناعات الخفيفة. وفي عام 2001، أعادت وزارة التعليم تشكيلها مع دمج كليتين أخريين لتأسيس جامعة جيانغنان رسميًا. تعد جامعة تايهو في ووشي، بجانب منتزه غابة هويشان الوطني، جامعة خاصة وواحدة من أكبر الجامعات في الصين، حيث تغطي أكثر من 2000 فدان وتضم أكثر من 20000 مدرس وطالب وأكثر من 20 كلية مختلفة.
جامعة Wuxi [zh]: جامعة Wuxi، التي تقع في مدينة Wuxi، مقاطعة Jiangsu، هي جامعة عامة جامعية عامة معتمدة من قبل وزارة التعليم، وتديرها الحكومة الشعبية لمقاطعة Jiangsu، وتنظمها الحكومة الشعبية لمدينة Wuxi، وتدعمها بواسطة جامعة نانجينغ لعلوم وتكنولوجيا المعلومات.
حرم جامعة دونغ نان في ووشي: تأسس في أبريل 1988، والمعروف سابقًا باسم حرم جامعة جنوب شرق ووشي، وهو أحد الدفعة الأولى من فروع الجامعة الرئيسية المعتمدة من قبل لجنة التعليم الحكومية السابقة، وهو أول من استكشف وضع زراعة المهندسين المتميزين في بلدي.
معهد وشى للتكنولوجيا
جامعة نانجينغ للبريد والاتصالات السلكية واللاسلكية ووشي الحرم الجامعي
جامعة نانجينغ للعلوم والتكنولوجيا حرم جيانغين الجامعي
مدرسة ووشي العليا العادية: تأسست عام 1911، وكانت تُعرف سابقًا باسم المدرسة العادية الثالثة لمقاطعة جيانغسو. العلماء المشهورون مثل Qian Songyan وWu Guanzhong وChen Shouzhu جميعهم من خريجي المدرسة.
كلية البرمجيات والإلكترونيات الدقيقة بجامعة بكين: تأسست في مارس 2002، وهي مدرسة تابعة مباشرة لجامعة بكين.
بالإضافة إلى ذلك، توجد قواعد بحث علمي في ووشي مثل مركز الحوسبة الفائقة، ومعهد 702 للأبحاث، ومعهد أبحاث الإلكترونيات الدقيقة، بالإضافة إلى معهد ووشي للأبحاث بجامعة نانجينغ لعلوم وتكنولوجيا المعلومات، ومعهد أبحاث ووشي بجامعة فودان، ومعهد أبحاث ووشي. جامعة هواتشونغ للعلوم والتكنولوجيا، ومعهد أبحاث ووشي بجامعة هواتشونغ للعلوم والتكنولوجيا. والعديد من معاهد البحوث الجامعية الأخرى.
فيما يتعلق بالتعليم الجامعي المبتدئ، يوجد في ووشي كلية وشى المهنية والتقنية، وكلية وشى نانيانغ المهنية والتقنية، وكلية جيانغسو للمعلومات المهنية والتقنية، وكلية وشى للعلوم والتكنولوجيا المهنية، وكلية وشى للأعمال المهنية والتقنية، وكلية وشى للتكنولوجيا المهنية والتقنية، كلية مدينة وشى المهنية والتقنية، وما إلى ذلك. كلية ابتدائية ذات معدل توظيف جيد.

## منظر جمالي
ووشي غنية بالآثار الثقافية والمناظر الطبيعية الفريدة، منذ العصور القديمة، كانت مكانًا للعديد من المشاهير الوسيمين للاستمتاع بوقتهم، مثل لو يو، وسو شي في إركوان، وبي ريكسيو، ولو غويمنغ عند سفح جبل شيهوي، Wen Zhengming في بحيرة Taihu، وWen Tianxiang في Yu Huangbutun وآخرين، ولهذا السبب بالتحديد بدأت صناعة السياحة الحديثة في Wuxi في وقت مبكر جدًا. في العام الحادي والثلاثين من حكم الإمبراطور جوانجكسو من أسرة تشينغ (1905)، جمعت البلدة الأموال لبناء أول حديقة في الصين مفتوحة لجميع الناس: حديقة شيجين (أعيدت تسميتها فيما بعد حديقة مينغ قونغ، حديقة المدينة) في مقر إقامة وانغ شي تشي القديم وأماكن أخرى. الآثار في المدينة، ويطلق عليها "الحديقة الأولى في الصين". في العام الثامن لجمهورية الصين (1919)، أسس رجل الأعمال شيويه مينغ جيان، وهو رجل أعمال من مدينة ووشي، مجلة "دليل ووشي" وطلب من الدكتور صن يات صن أن يسجلها، وقد شمل الكتاب جميع المواقع السياحية في ووشي، مما يجعله أقدم كتاب دليل السفر إلى Wuxi ومجلة سفر معروفة في ذلك الوقت. منذ ذلك الحين، استخدم المشاهير المحليون المناظر الطبيعية لتطوير أو ترميم المواقع التاريخية، الأمر الذي أصبح ممارسة شائعة، على سبيل المثال، قام وانغ شينرو (والد وانغ كونلون) ببناء فيلا تايهو في يوانتوتشو، وقام وانغ يو تشينغ ببناء حديقة ليوان بجوار بحيرة ليهو. بناءً على الأقوال القديمة لفان لي وشيشي، قام الأخوان رونغ بتوسيع مسكنهم القديم لإنشاء حديقة عطرة، وقد تخلى تشو نان تشيانغ (العم تشو آنبينغ) الأصلي في ييشينغ عن ثروة عائلته لإعادة بناء كهف شانجوان، وما إلى ذلك. ، وتشكل النموذج الأولي لنمط السياحة في ووشي مع البحيرات والجبال التي ترث الماضي والحاضر. وفي هذا الصدد، قال تشن كونغتشو، أستاذ فن الحدائق، ذات مرة: "حدائق جيانغنان، انظر بوضوح إلى سوتشو، انظر إلى يانغتشو خلال عهد تشينغ "سلالة الحاكمة، انظر إلى ووشي خلال جمهورية الصين." تعد ووشي اليوم واحدة من الدفعة الأولى من المدن السياحية المتميزة في الصين ومدينة الحدائق الوطنية. في ووشي، توجد منطقة بحيرة تايهو السياحية ذات المناظر الطبيعية الخلابة حيث "أفضل مكان في بحيرة تايهو هو في يوانتو على الإطلاق" ومنطقة لينغشان المقدسة ذات المناظر الطبيعية الخلابة والقناة القديمة العميقة وثقافة وو ومدينة جيانغين يانلينغ القديمة و وغيرها من الأماكن التاريخية والثقافية ذات المناظر الخلابة، كما يوجد العديد من المناطق ذات المناظر الخلابة مثل منطقة حديقة ييشينغ البيئية الترفيهية.
- بحيرة تايهو
- لينغشان
- حديقة جيتشانغ
- ليهو

## توأمة
لووشي اتفاقيات توأمة مع كل من:
- طبريا
- ليفركوزن
- سان أنطونيو
- دافيس
- راتينغن
- هاميلتون
- كاشكايش
- City of Frankston [الإنجليزية]‏
- ساغاميهارا (6 أكتوبر 1985 -)
- باتراس [13]

## أعلام
- يوان جينغ
- تشن شياوجيا
- تشو يونغ كانغ
- تشن يو
- صوفيا تشن